# Museo de Aeronáutica y Astronáutica

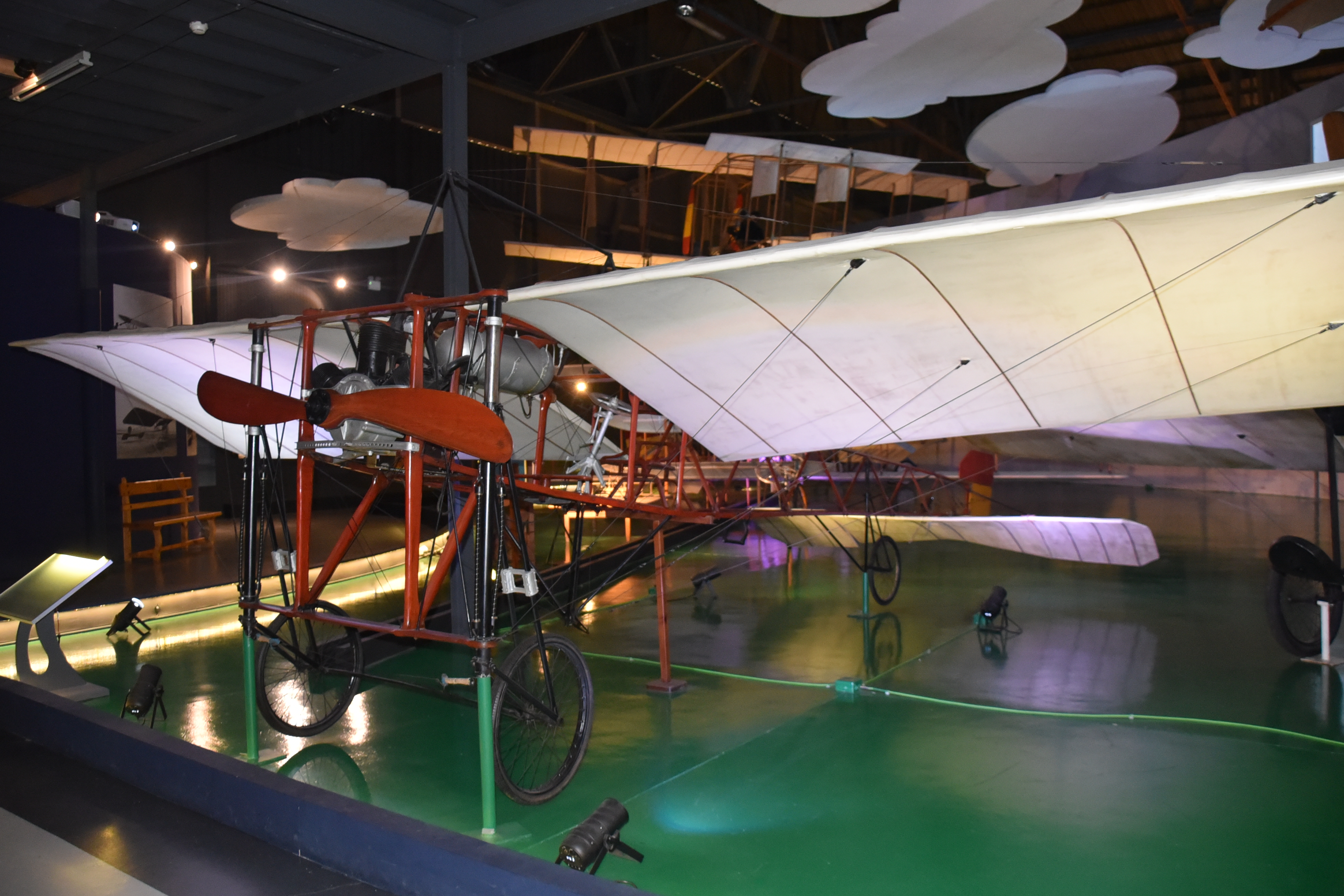
Vilanova_Acedo, baserad på Blériot XI

Museo de Aeronáutica y Astronáutica,  eller Museo del Aire, är ett spanskt flygvapenmuseum på flygplatsen Aeropuerto de Madrid-Cuatro Vientos nära Madrid. 
Museet lokaliserades 1975 till flygplatsen i Cuatro Vientos utanför Madrid, som är Spaniens första militära flygfält, invigt 1911. Museet invigdes 1981. Museet disponerar en yta på omkring 67.000 kvadratmeter. Det har omkring 200 luftfarkoster i och utanför sju hangarer.
Hangar 4, som invigdes 2003, är ägnad rotorplan. Där finns bland annat tre autogiror som konstruerades av Juan de la Cierva på 1920- och 1930-talen.

## Bildgalleri

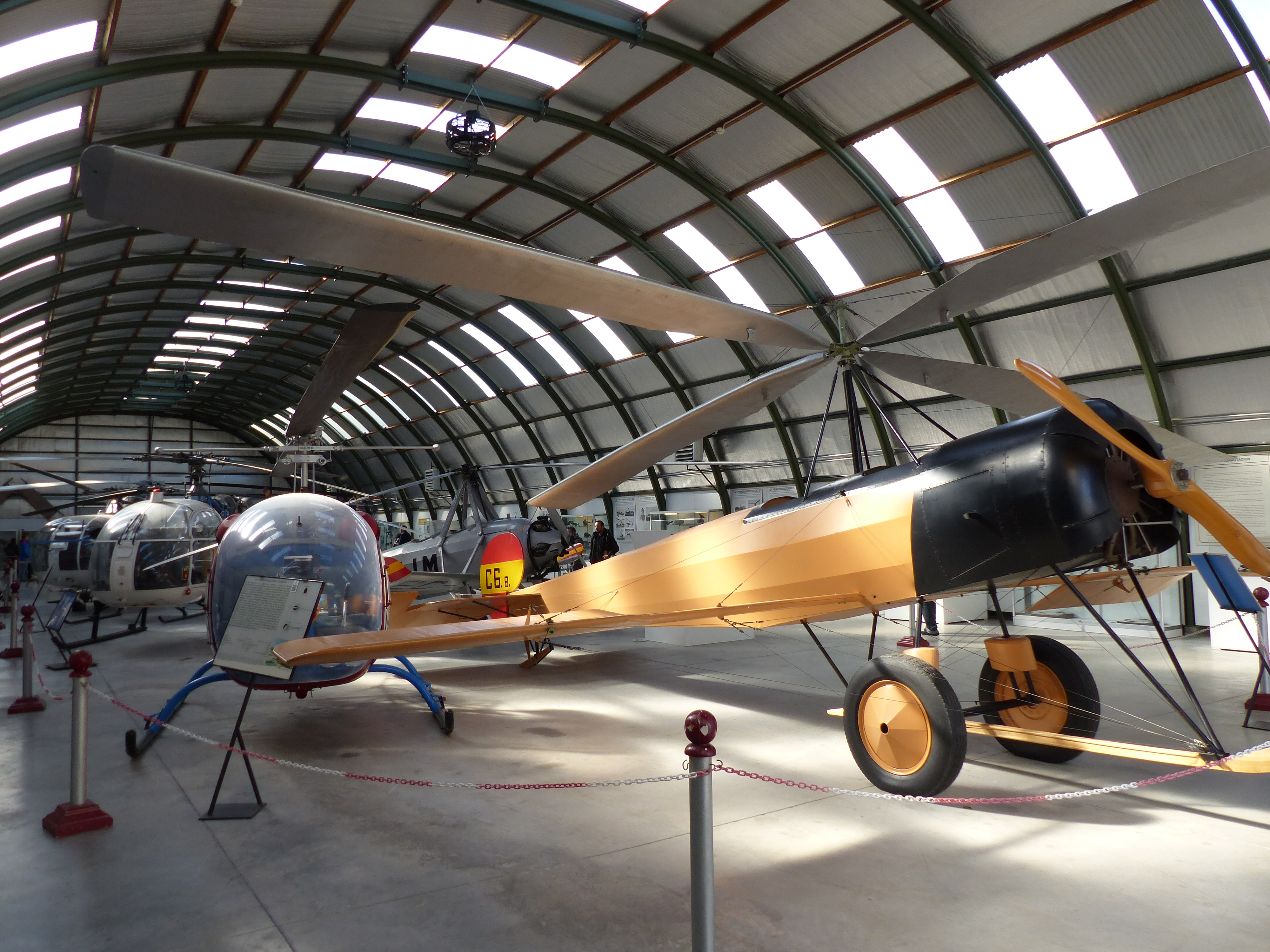
Autogiro av modell Cierva C.6
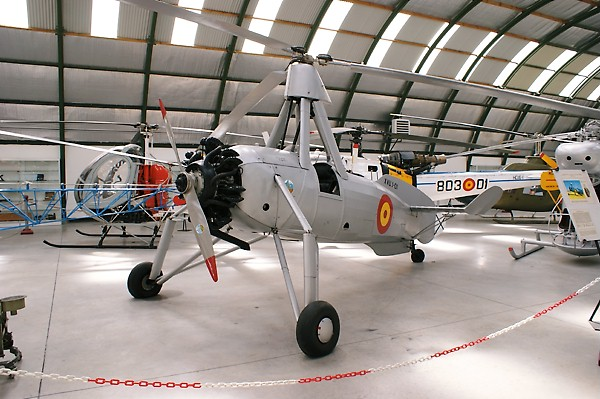
Cierva C.30
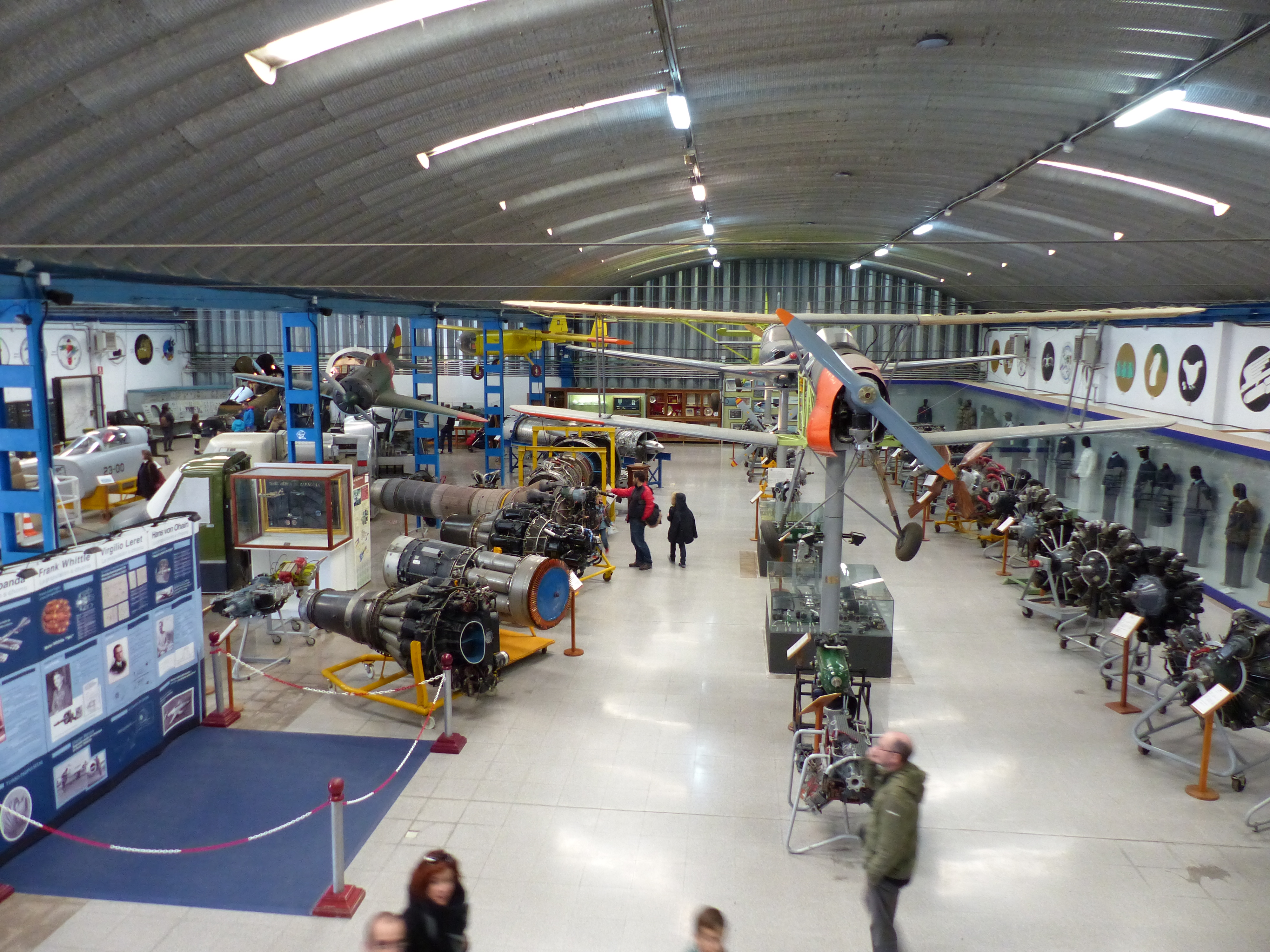
Hangar 2
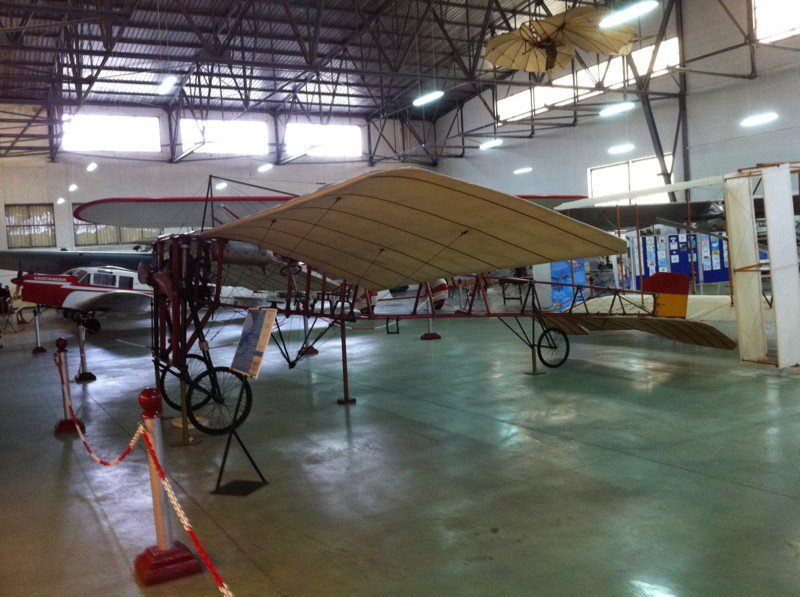
Vilanova Acedo från 1911, det äldsta bevarade flygplanet i Spanien
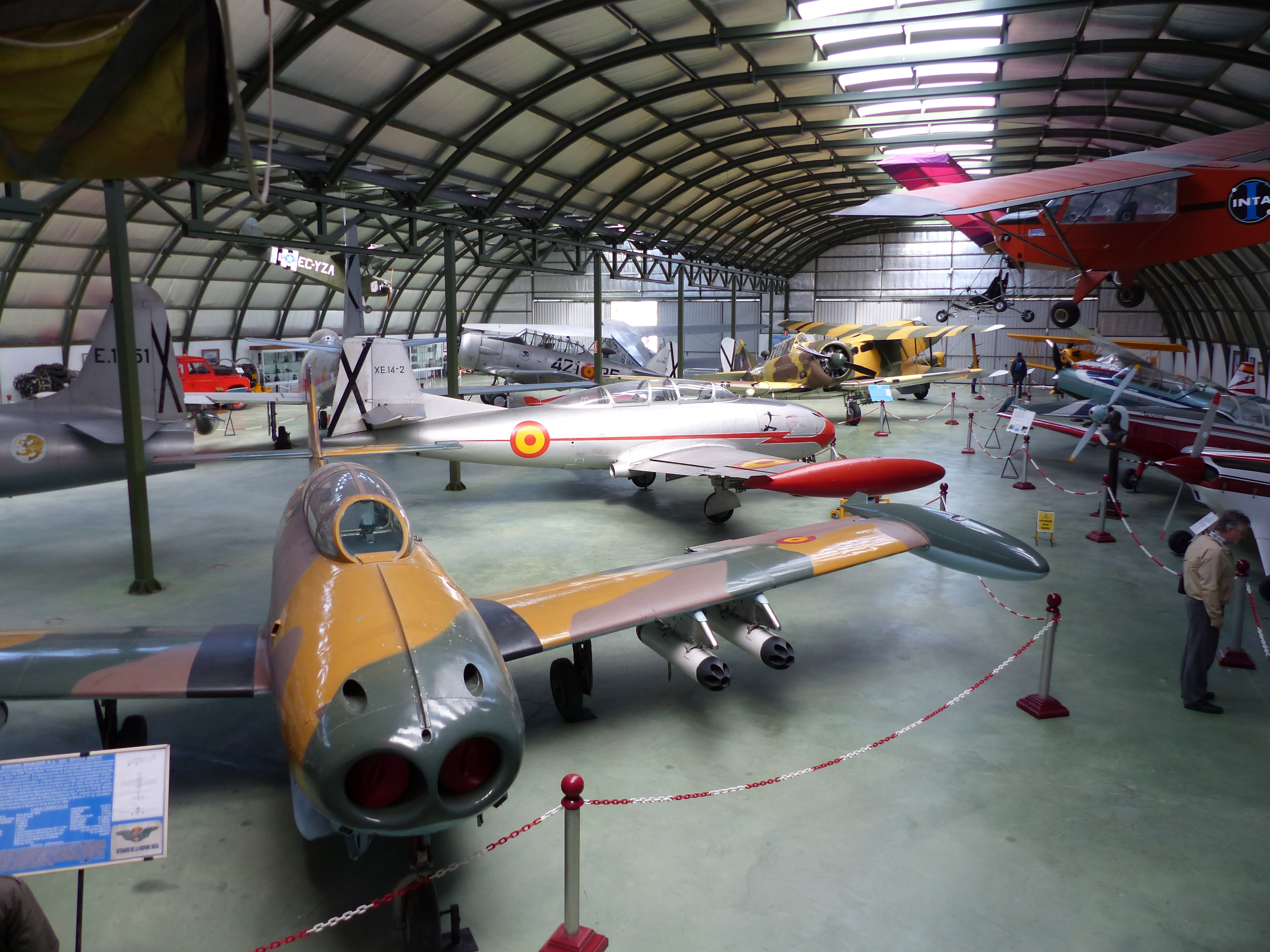
Hangar 5
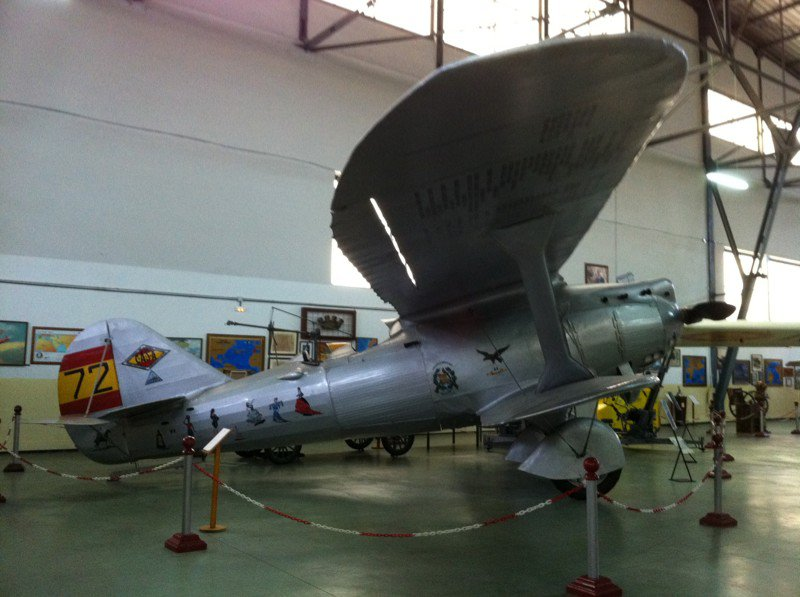
Jesús del Gran Poder, veteranflygplan
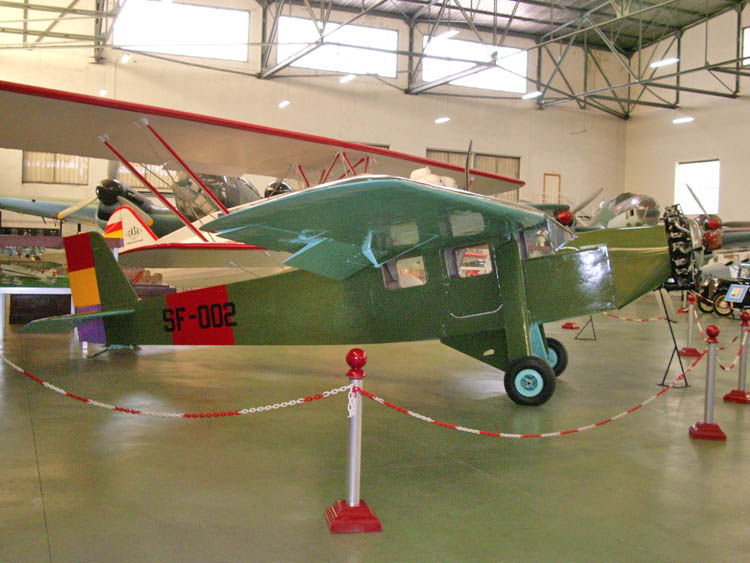
Farman F.402 ur Spaniens flygvapen
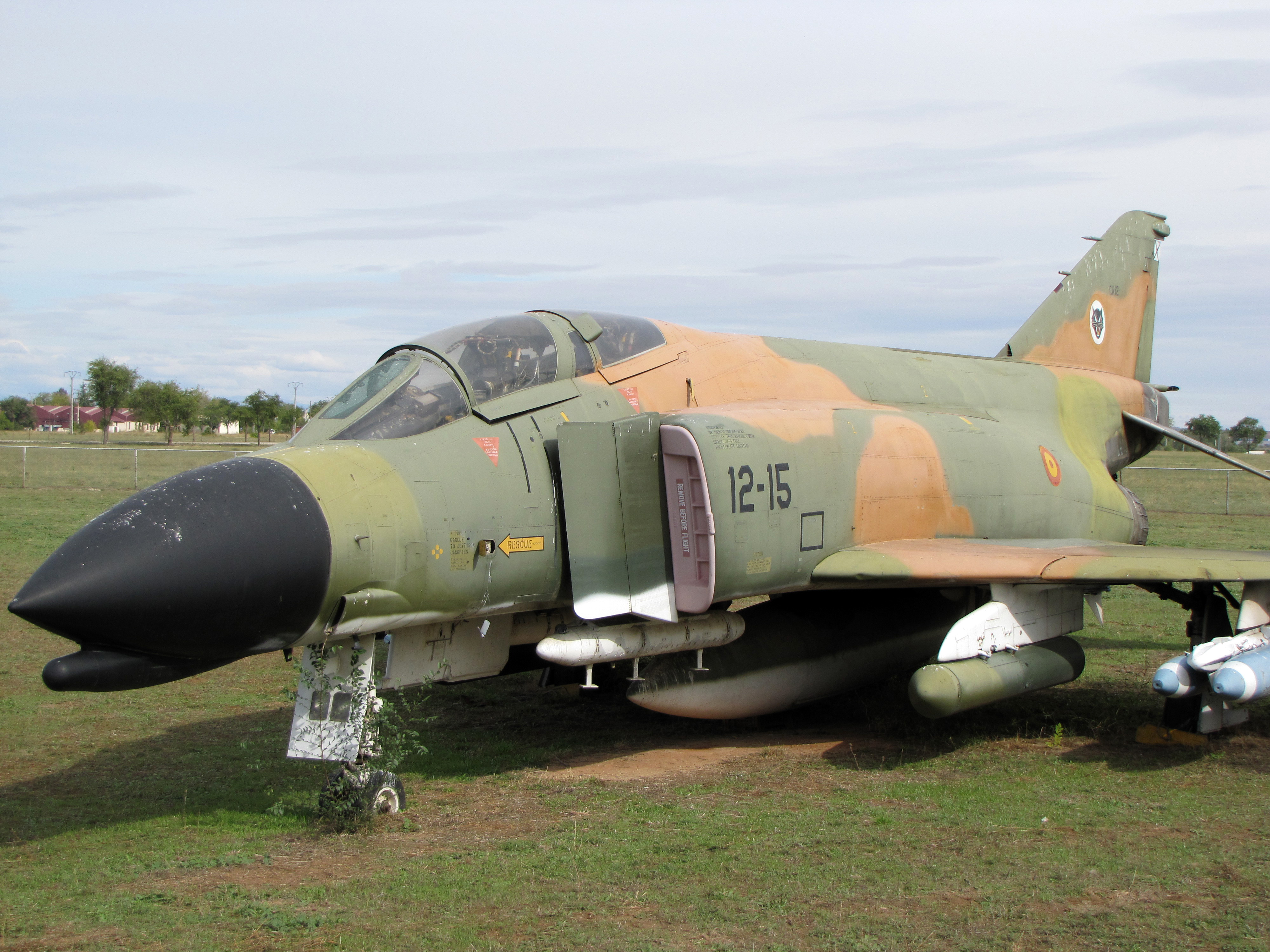
F-4 Phantom
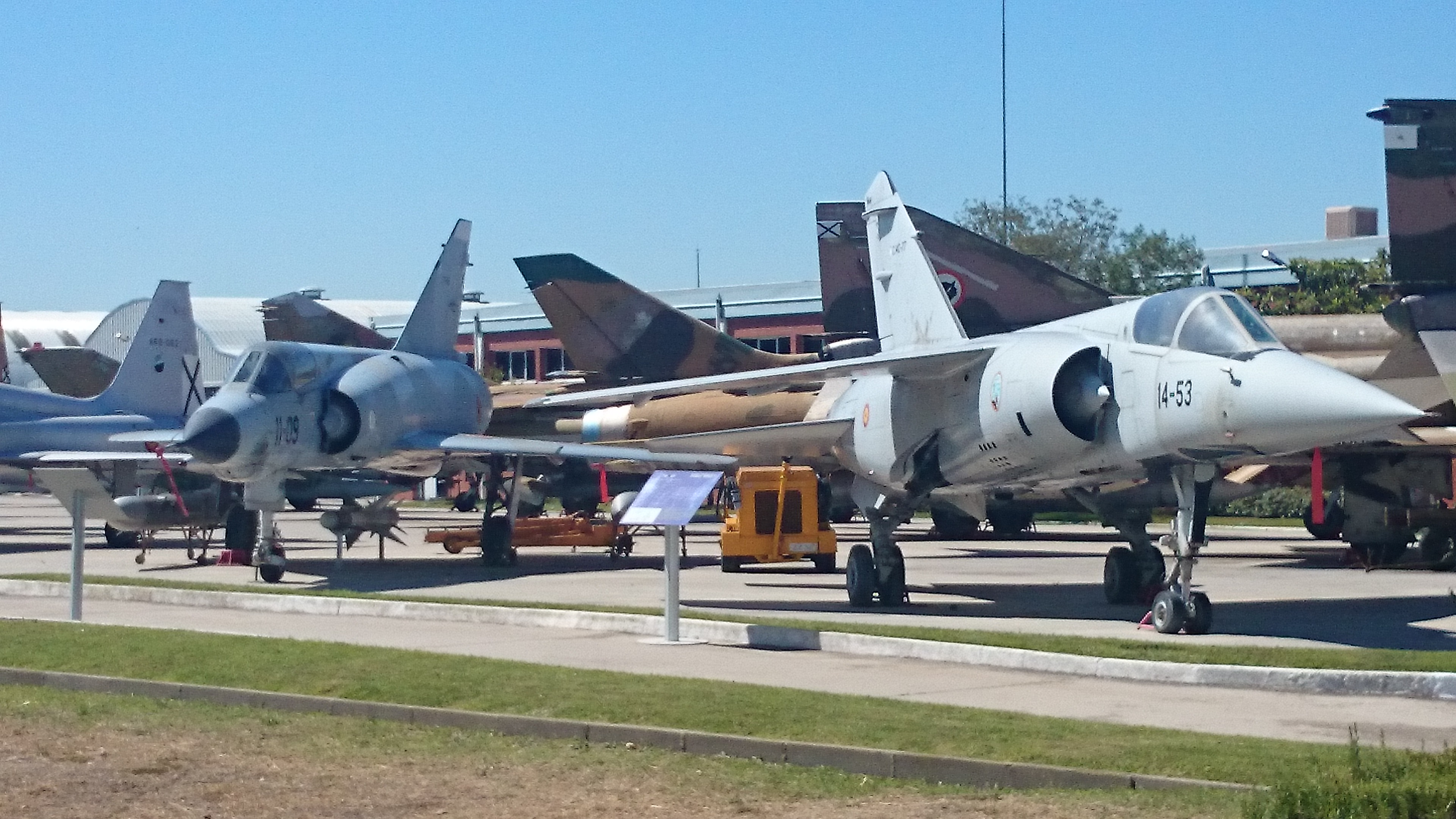
Dassault Mirage F1 och Mirage III